# Dennis Mitchell
Artikeln handlar om den amerikanske sprintern. För seriefiguren och filmkaraktären Dennis, se Dennis (tecknad serie).
Dennis Mitchell, född 20 februari 1966 i Havelock i North Carolina, är en amerikansk före detta friidrottare (sprinter, främst över 100 meter). Mitchell vann brons på 100 meter i Tokyo 1991 efter landsmännen Carl Lewis (9,86 sekunder, världsrekord) och Leroy Burell (9,88 sekunder) med tiden 9,91 sekunder, vilket skulle stå sig som personbästa karriären ut. Vid OS i Barcelona 1992 vann Mitchell ånyo bronset (britten Linford Christie segrade). Vid VM i Stuttgart året därpå upprepade Mitchell bronsbedriften (ånyo vann Christie).
Vid VM i Göteborg 1995 var Mitchell storfavorit men skadades redan i kvartsfinalen. Vid OS hemma i Atlanta blev Mitchell för ovanlighetens skull fjärde man i mål, kanadensaren Donovan Bailey vann på världsrekordtiden 9,84 sekunder.
Mitchell gjorde sig känd genom att ständigt ikläda sig en neongul dress vid GP-tävlingarna i Europa.
År 1998 avstängdes Mitchell efter att ha lämnat ett positivt dopningsresultat.
Vidare är Mitchell en av tidernas mest framgångsrika stafettlöpare över 4 × 100 meter: OS-guld 1992, VM-guld 1991 och 1993 samt OS-silver 1996.